# Kai Malina
Kai-Peter Malina, es un actor alemán conocido por haber interpretado a Thomas en la película Lore.

## Biografía
Habla inglés con fluidez.

## Carrera
En el 2008 apareció como invitado en la serie policíaca Colonia Brigada Criminal donde interpretó a Patrick Karbach en el episodio "Gefrorene Tränen", más tarde volvió a aparecer en la serie en el 2012 ahora dando vida a André Hartmann en "Helden".
En el 2009 interpretó a Karl en la película La cinta blanca.
En el 2011 apareció como invitado por primera vez en la serie Tatort donde interpretó a Tobias Lasinger durante el episodio "Gestern war kein Tag", ese mismo año apareció nuevamente en la serie ahora interpretando a Finn Weber en "Auskreuzung", su tercera aparición en la serie fue en el 2015 en el episodio "Côte d'Azur".
En el 2012 se unió al elenco principal de la película germano-australiana Lore, donde dio vida a Thomas, un joven que luego de conocer a la joven Hannelore "Lore" Dressler y sus hermanos los ayuda a escapar de Alemania poco después de finalizar la Segunda Guerra Mundial y en el proceso comienza a enamorarse de Lore (Saskia Rosendahl).
En el 2013 participó en la miniserie Das Adlon. Eine Familiensaga donde interpretó al joven Friedrich Loewe desde los 15 a los 18 años.
En el 2014 interpretó a Manuel en el episodio "Abwärts" de la serie Polizeiruf 110, previamente había aparecido por primera vez en la serie en el 2011 como Tim Engert en el episodio "Leiser Zorn".
En el 2015 apareció como personaje invitado en un episodio de la serie SOKO Leipzig, en la que interpretó a Markus Andergast, anteriormente había aparecido en la serie en el 2010 donde interpretó a Bruno en el episodio "Luftnummer" y posteriormente en 2012 donde interpretó a Manuel Vostell en "Das Monster".
En el 2016 se unió al elenco de la película Letzte Ausfahrt Gera - Acht Stunden mit Beate Zschäpe donde interpretó a Uwe Mundlos, alemán neonazi acusado de terrorismo y asesinato. La película cuenta la historia verdadera de Mundlos quien junto a Uwe Böhnhardt y Beate Zschäpe forman la Clandestinidad Nacionalsocialista.

## Filmografía

### Películas
| Año  | Título                            | Personaje           | Notas                                                                                                 |
| ---- | --------------------------------- | ------------------- | --- |
| 2016 | Der Bozen-Krimi: Herz-Jesu-Blut   | Ludwig Kerschbaumer | junto a Chiara Schoras, Tobias Oertel, Xaver Hutter, Charleen Deetz, Lisa Kreuzer y Gabriel Raab      |
| 2016 | Der Bozen-Krimi: Das fünfte Gebot | Ludwig Kerschbaumer | junto a Chiara Schoras, Tobias Oertel, Xaver Hutter, Charleen Deetz, Lisa Kreuzer y Gabriel Raab      |
| 2016 | Letzte Ausfahrt Gera              | Uwe Mundlos         | junto a Lisa Wagner, Joachim Król, Axel Milberg, Christina Große y Hannah Schröder                    |
| 2012 | Lore                              | Thomas              | junto a Saskia Rosendahl, Nele Trebs, André Frid, Mika Seidel, Nick Holaschke y Philip Wiegratz       |
| 2011 | Am Ende die Hoffnung              | Funker Rühl         | junto a Yvonne Catterfeld, Rosemarie Fendel, Stephan Luca, Maximilian von Pufendorf y Marie Zielcke   |
| 2009 | Das weiße Band                    | Karl                | junto a Christian Friedel, Ernst Jacobi, Leonie Benesch, Ulrich Tukur, Ursina Lardi y Leonard Proxauf |

### Series de televisión
| Año        | Serie                                    | Personaje               | Notas                               |
| ---------- | ---------------------------------------- | ----------------------- | ----------------------------------- |
| 2017       | In aller Freundschaft - Die jungen Ärzte | Max Breise              | episodio "Der Junggesellenabschied" |
| 2016, 2017 | SOKO München                             | Lenny Kramer            | 2 episodios                         |
| 2016       | Die Bergretter                           | Philipp Binder          | episodio "Achillesferse"            |
| 2016       | Ein Fall für zwei                        | Jan-Philip Rosen        | episodio "Das schwarze Schaf"       |
| 2015       | SOKO Leipzig                             | Markus Andergast        | episodio "Töchter und Söhne"        |
| 2015       | Tatort                                   | -                       | episodio "Côte d'Azur"              |
| 2014       | Polizeiruf 110                           | Manuel                  | episodio "Abwärts"                  |
| 2014       | Ein starkes Team                         | Lukas Hannewald         | episodio "Der Freitagsmann"         |
| 2014       | Heldt                                    | Gregor Bosch            | episodio "Glücklicher Tod"          |
| 2013       | Kripo Holstein - Mord und Meer           | Benni Johannson         | episodio "Bei Anruf Mord"           |
| 2013       | Das Adlon. Eine Familiensaga             | Friedrich Loewe (15-18) | episodio "Teil 1" - miniserie       |
| 2012       | El último poli duro                      | Moritz Seehagen         | episodio "Das Killer-Alphabet"      |
| 2012       | Colonia Brigada Criminal                 | André Hartmann          | episodio "Helden"                   |
| 2011       | Danni Lowinski                           | Jugendlicher            | episodio "Endstation"               |
| 2010       | SOKO Wismar                              | Martin Ackermann        | episodio "Schusslinie"              |
| 2010       | Stolberg                                 | Tobias Matthau          | episodio "Schrei nach Liebe"        |
| 2009       | Stromberg                                | Achim Dörfler           | 9 episodios                         |
| 2009       | Küstenwache                              | Timo Kerver             | episodio "Russisches Roulette"      |
| 2009       | Großstadtrevier                          | Jan Harmstorff          | episodio "Auf große Fahrt"          |
| 2009       | Der kleine Mann                          | Burgerverkäufer         | episodio "Gnu for Two"              |
| 2009       | 112 - Sie retten dein Leben              | Manuel Metterberg       | episodio # 1.91                     |
| 2008       | Hallo Robbie!                            | Olaf                    | episodio "Robbie und der Bär"       |
| 2008       | Der Alte                                 | Peter Klaasen           | episodio "Opfer Nummer Vier"        |

## Premios y nominaciones
| Año  | Categoría        | Premio    | Película | Resultado |
| ---- | ---------------- | --------- | -------- | --------- |
| 2013 | Best Young Actor | DSP Award | Lore     | Ganó      |